# Hans von Kulmbach

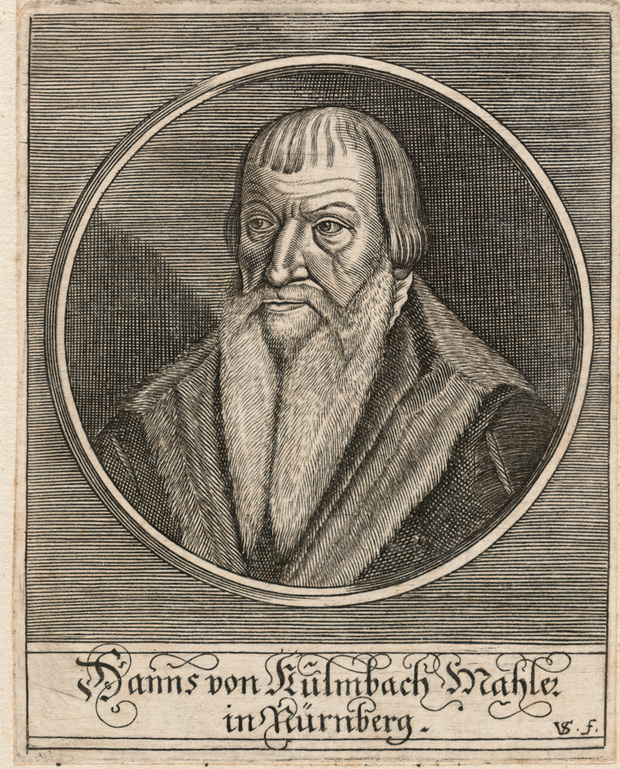
Hans von Kulmbach (1480–1522)

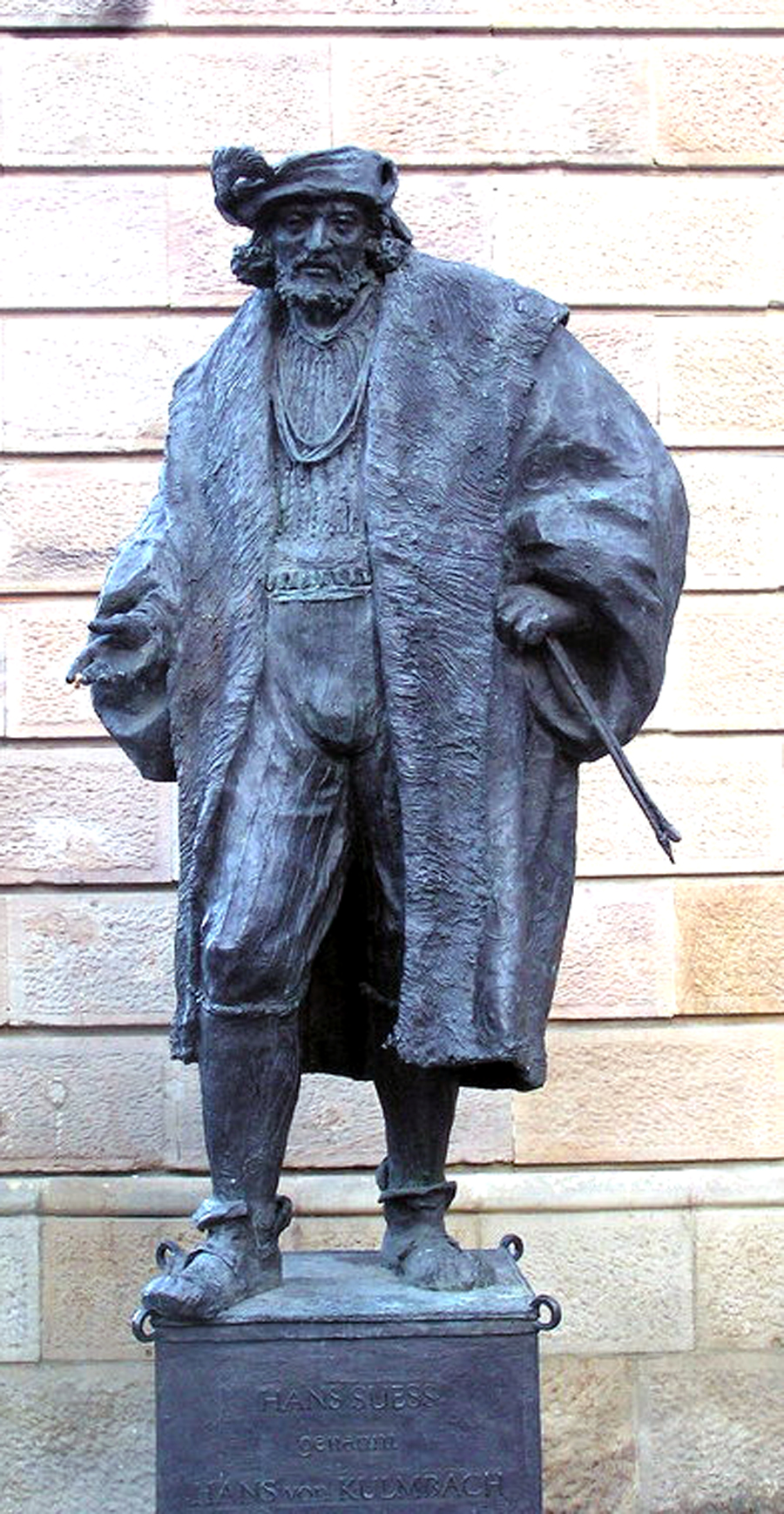
Denkmal vor dem Rathaus in Kulmbach

Hans von Kulmbach, auch Hans von Culmbach, eigentlich Hans Suess, auch Hans Süß von Kulmbach (* um 1480 in Kulmbach; † um 1522 in Nürnberg), war ein deutscher Maler, Zeichner und Grafiker.
Er war ein Schüler des Malers Jacopo de Barbari und ging dann nach Nürnberg, wo er sich als Assistent Albrecht Dürers eng mit diesem anfreundete. 1514 war er in Krakau, wo er die Szenen aus dem Leben der Heiligen Jungfrau schuf. Später hatte er seine eigene Werkstatt in Nürnberg. Zu seinen Förderern zählte unter anderem der Händler und Mäzen Hans Boner.

## Altäre
- Nikolaus-Altar in der Lorenzkirche, Nürnberg (1500–1507)
- Annenaltar in der Lorenzkirche,  Nürnberg (1510)
- Dreikönigsaltar in Wendelstein (1510)
- Marienaltar in der Kirche von Skałka, Krakau (1511)
- Katharinenaltar in der Marienkirche, Krakau (1514–1515)
- St.-Johannes-Altar in Krakau; Inschrift: „Johannes Suess civis norimbergensis“ (1516)

## Sonstige Werke
- Porträt des Markgrafen Casimir von Brandenburg-Kulmbach (1511)
- Gedächtnisbild für Propst Lorenz Tucher nach einem Entwurf Dürers in der Sebalduskirche, Nürnberg (1513)
- Die Beschneidung.[1]

Auswahl
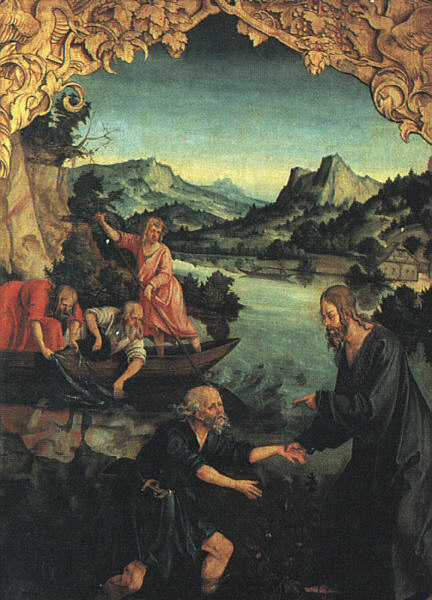
Petrus, 1514–1516 (Uffizien)
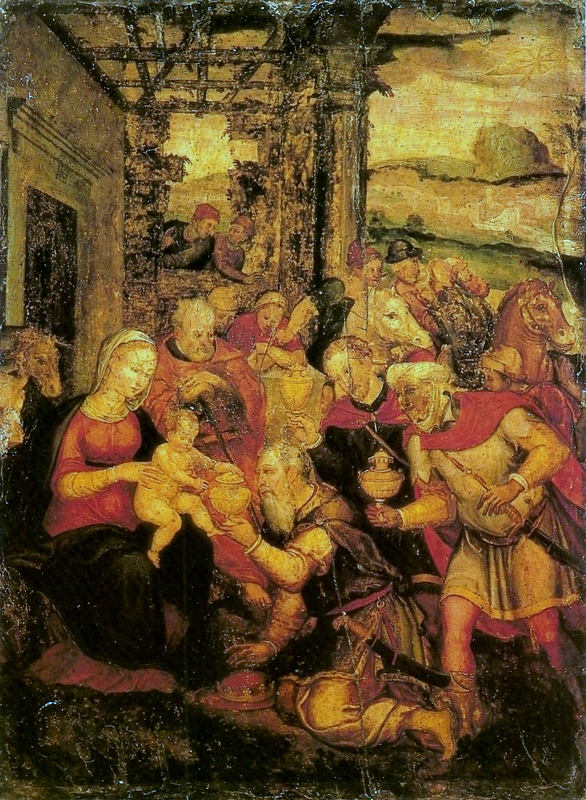
Anbetung der Könige (Museu Nacional de Belas Artes, Rio de Janeiro)
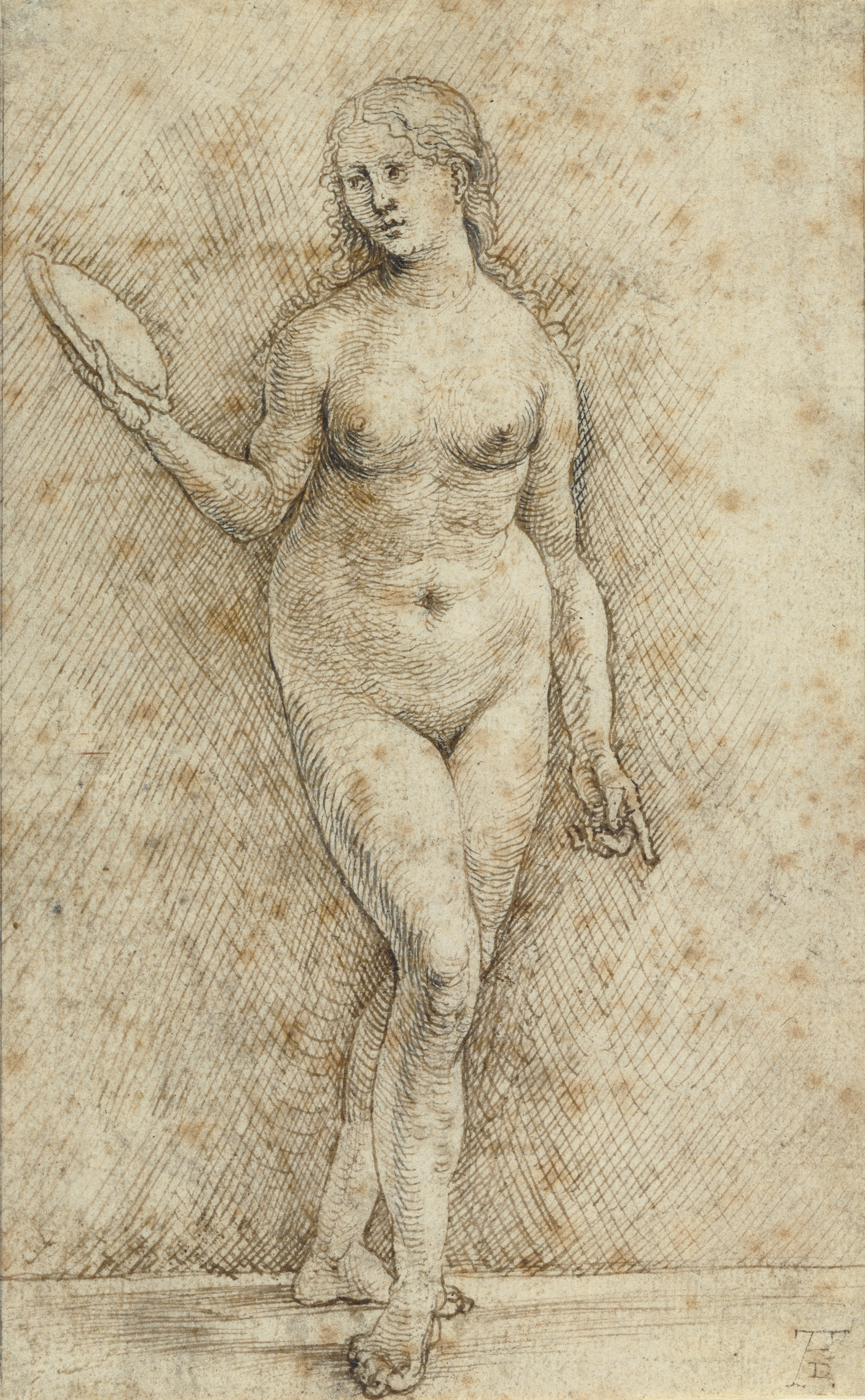
Frau mit Spiegel (1505)
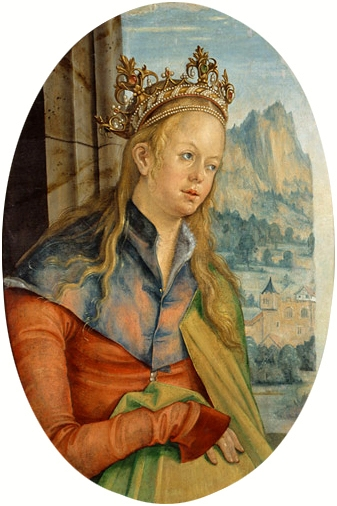
Katharina von Alexandria, 1511 (Krakau)
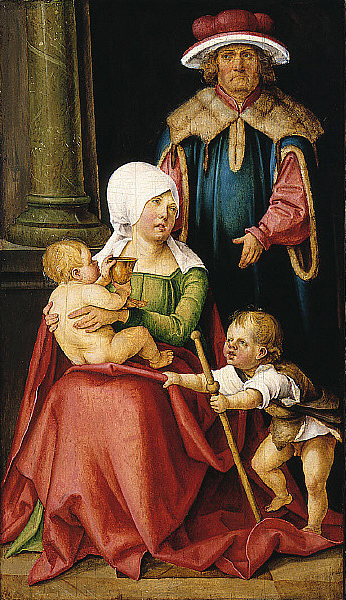
Zebedäus, Maria Salome und die Kinder Johannes Evangelista und Jakobus, ca. 1511 (Saint Louis Art Museum)
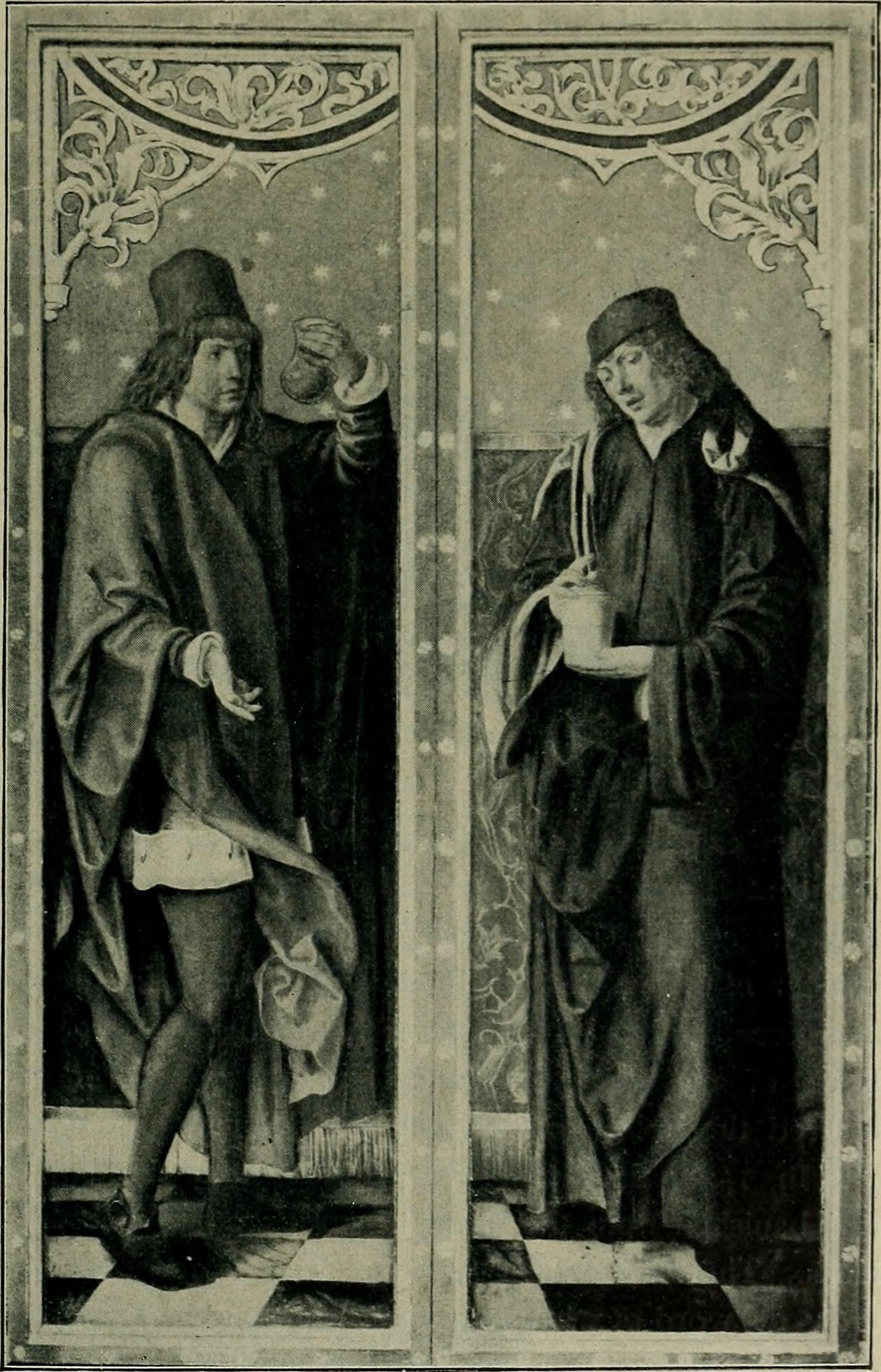
Altarflügel in St. Lorenz, Nürnberg. Nikolausaltar mit einer Darstellung von Kosmas und Damian
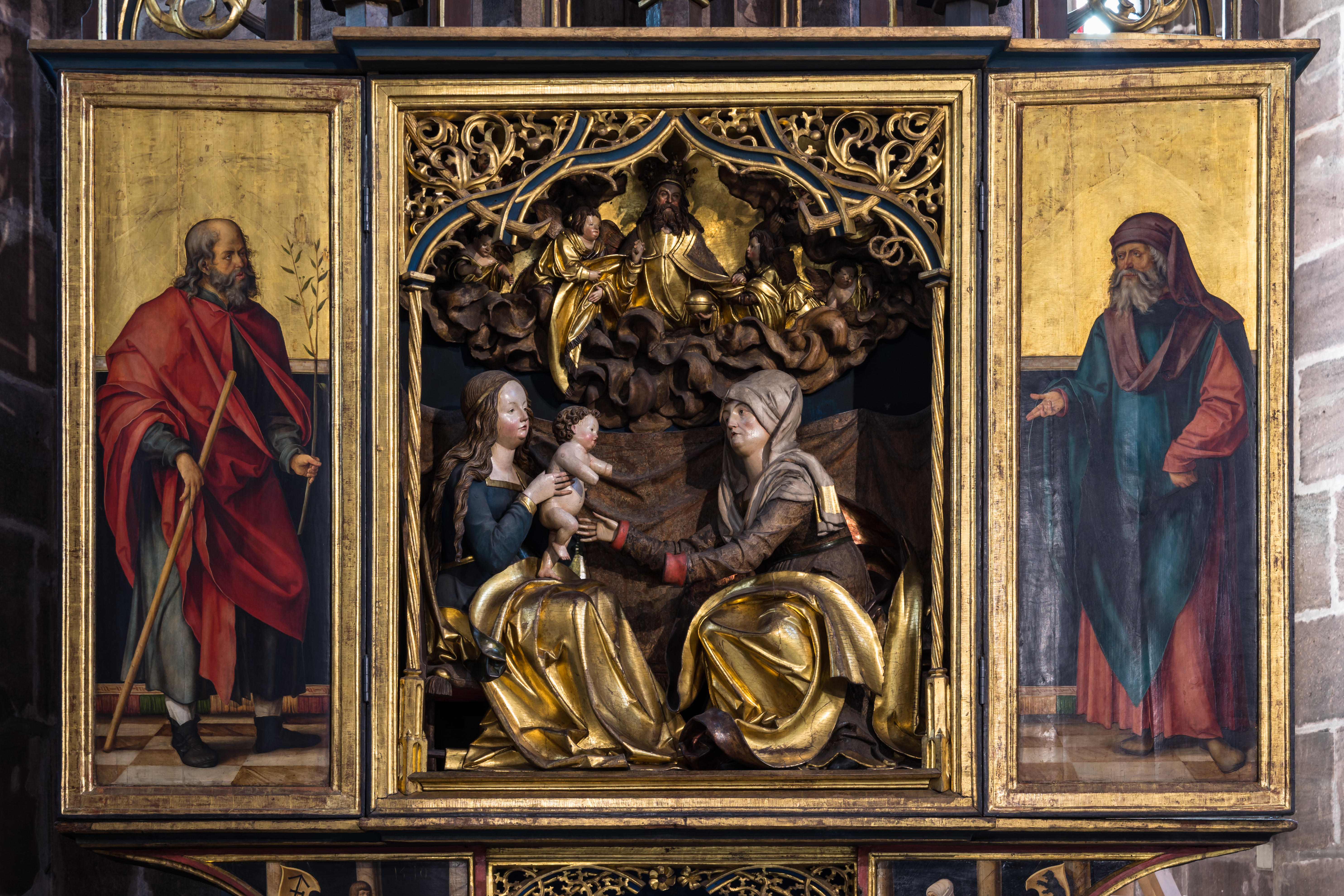
Annenaltar in St. Lorenz, Nürnberg

## Ausstellungen
- The Master and Catherine. Hans Suess von Kulmbach and his works for Krakow. Ausstellung 27. September 2018 – 27. Januar 2019 im Nationalmuseum Krakau, Erazm Ciołek Palais Homepage